# 454 f.Kr.

## Händelser

### Efter plats

#### Persiska riket
- Det persiska styret över Egypten återställs slutligen av Syriens satrap Megabyzos, efter en utdragen kamp, där även intervention från Atens sida har ägt rum. Upprorets ledare Inaros blir korsfäst av perserna.

#### Grekland
- Perikles leder en flottexpedition i Korinthiska viken, där Aten besegrar Akaia. Han anfaller sedan Sikyon och Akarnanien, samt försöker slutligen, utan framgång, inta Oeniadeia vid Korinthiska viken, innan han återvänder till Aten.
- Perikles anser att det attiska sjöförbundets stora kassa på ön Delos inte går säker från den persiska flottan och får den överflyttad till Aten, vilket stärker stadens makt över förbundet.
- Det attiska sjöförbundets skattkammare flyttas från Delos till Aten.

#### Makedonien
- Perdikkas II efterträder Alexander I som kung av Makedonien.

#### Romerska republiken
- De romerska plebejerna, vilka lider av ett antal ekonomiska och finansiella kriser, tvingar stadens patricier att påbörja reformeringen och kodifikationen av lagarna. Som ett första led i denna process skickas en tremannakommission till Aten för att studera dess lagar.

#### Sicilien
- Fientligheter utbryter mellan de två sicilianska stadsstaterna Segesta och Selinus angående tillgången till Tyrrhenska havet.